# Krishan Kant
Krishan Kant (28 febbraio 1927 – 27 luglio 2002) è stato un politico indiano.

## Biografia
È stato Vice-Presidente dell'India dall'agosto 1997 al luglio 2002, sotto la presidenza di Kocheril Raman Narayanan.
Precedentemente era stato Governatore dell'Andhra Pradesh dal febbraio 1990 all'agosto 1997 e Governatore del Tamil Nadu dal dicembre 1996 al gennaio 1997.